# Marie-Anne-Victoire de Savoie
La princesse Marie-Anne-Victoire de Savoie (allemand : Maria Anna Victoria von Savoyen; 11 septembre 1683 - 11 octobre 1763), est la fille ainée de Louis-Thomas de Savoie-Carignan comte de Soissons, (fils ainé d'Olympe Mancini comtesse de Soissons et frère aîné d'Eugène de Savoie) et d'Uranie de La Cropte de Beauvais. Elle est donc la nièce du prince Eugène de Savoie, le grand général et homme d'état de l'empire d'Autriche, éminent patron des arts. 

## Biographie
Elle est titrée Mademoiselle de Soissons à sa naissance et jusqu'à son (tardif) mariage. 
Sa mère Uranie, dans sa jeunesse, a été placée comme demoiselle d'honneur chez la duchesse d'Orléans princesse palatine; épouse de Louis-Thomas, elle le suit en Allemagne; devenue veuve en 1702, elle revient en France où elle meurt en 1717 « point vieille, et encore belle comme le jour » écrit Saint-Simon (elle a quand même 62 ans et le mot de Saint-Simon est antérieur à sa mort). Louis XIV montre une certaine bienveillance pour Louis-Thomas (à son mariage il lui accorde une pension de 12000 livres) et sa carrière dans les rangs de l'armée impériale autrichienne ne ruine pas totalement le crédit de sa famille en France. Le couple a 6 enfants.
On sait peu de choses sur les destinées de la fratrie. Le seul des frères de Victoire qui se marie meurt à Vienne en 1729. Emmanuel-Thomas de Savoie-Carignan (1687-1729), comte de Soissons, deuxième fils de Louis-Thomas et de son épouse Uranie choisit de suivre Eugène au service de l'Autriche; il est gouverneur d'Anvers (possession des Habsbourg-Autriche) et fait un mariage prestigieux avec Marie-Thérèse de Liechtenstein (1694-1772) héritière du duché d'Opava. Leur fils né en 1714, Eugène-Jean-François, dernier comte de Soissons, meurt à l'âge de 20 ans à la veille de son propre mariage. (Erreur: il s'est marié Marie-Thérèse Cybo Malaspina , princesse de Carrarra en 1732, soit deux ans avant de mourir).
Victoire, elle, reste assez longtemps en France chez les Orléans; vers 1717-1720 elle est demoiselle d'honneur de l'une des filles du Régent, mademoiselle de Valois (laquelle à cette époque devient abbesse de Chelles). 
Sa sœur ne se marie pas, 3 de ses frères meurent jeunes et célibataires. 
À la mort d'Eugène en 1736 Marie-Anne Victoria, à presque 50 ans, ayant perdu ses 5 frères et sœurs et son unique neveu, hérite de 2 millions de florins et de ses biens autrichiens et hongrois qu'elle vend dans leur quasi-totalité. Ses hôtels particuliers, collections d'art, de tableaux et de livres, trophées des temps de guerre, médailles, et l'épée que lui a donné Anne, reine de Grande-Bretagne, pour son rôle dans la Guerre de la Succession d'Espagne, rien ne fut par elle conservé. Le château du Belvédère fut acquis par l'empereur Charles VI.

L'amertume des autrichiens lors de cette liquidation se traduit par ce couplet qu'ils affichent sur la porte de son logis : 
Est-il possible que du prince Eugène la gloire

Soit ternie par une si vilaine Victoire ?

## Dernières années
Elle épouse le 17 avril 1738 le feld-marechal de l'Armée Impériale, Joseph-Frédéric de Saxe-Hildburghausen, cadet d'une famille ducale qui règne sur une petite principauté saxonne. Au matin du mariage l'époux reçoit un don (morgengabe) de 300 000 florins. Les époux se séparent (sans formaliser le divorce) en 1757, sans postérité.
Victoire vit ensuite un certain temps en France, puis dans le duché de Savoie et meurt à Turin en 1763, à l'âge de 80 ans.

## Sources
- Henderson, Nicolas. Le Prince Eugène de Savoie. New York, 1964